# Камп Крук (Јужна Дакота)
Камп Крук (енгл. Camp Crook) град је у америчкој савезној држави Јужна Дакота.

## Демографија
По попису из 2010. године број становника је 63, што је 7 (12,5%) становника више него 2000. године.
| Група             | 2000.      | 2010.      |
| Белци             | 55 (98,2%) | 62 (98,4%) |
| Афроамериканци    | 0 (0,0%)   | 0 (0,0%)   |
| Азијати           | 0 (0,0%)   | 0 (0,0%)   |
| Хиспаноамериканци | 0 (0,0%)   | 1 (1,6%)   |
| Укупно            | 56         | 63         |